# RPS6KA4
La proteína cinasa S6 ribosomal alfa 4 (RPS6KA4) es una enzima codificada en humanos por el gen HGNC RPS6KA4 . Su actividad enzimática se encuentra descripta por el número EC 2.7.11.1.
La proteína RPS6KA4 pertenece a la familia de las serina/treonina proteína cinasas RSK (cinasa S6 ribosomal). Esta cinasa contiene dos dominios catalíticos no idénticos y fosforila varios sustratos, incluyendo CREB1 y c-Fos. Se han descrito variantes transcripcionales del gen pero no todas ellas han sido caracterizadas.

## Interacciones
La proteína RPS6KA4 ha demostrado ser capaz de interaccionar con:
- MAPK14[1]